# Zespół Mieszkaniowy Parus
Zespół Mieszkaniowy „Parus” (biał. Жылы комплекс «Ветразь», Żyły kompleks „Wietraź”, ros. Жилой комплекс «Парус», Żyłoj kompleks „Parus”) – wieżowiec mieszkalno-biurowy w rejonie frunzeńskim Mińska o wysokości 133 lub 134 m; wraz ze znajdującym się także w Mińsku Royal Plaza jest jednym z dwóch najwyższych budynków Republiki Białorusi.

## Historia projektu
Pierwotna koncepcja budynku została opracowana przez architektów z Moskwy i przewidywała budowę dwóch wież liczących odpowiednio 48 i 53 kondygnacje. Około 2008 roku inwestor wybrał nowych projektantów − spółkę „Projektinżstroj”, która wykonała ostatecznie zrealizowany projekt.

## Architektura i funkcja
Budynek położony jest na niewielkim wzniesieniu, u zbiegu ulic Kalwaryjskiej i Timiriazjewa, niedaleko stacji metra Frunzenskaja, hipermarketu Korona i kina Biełaruś. Ma formę wolno stojącej wieży na planie wycinka pierścienia, o pionowych ścianach ze szklano-ceramiczną fasadą, zwieńczonej iglicą. Do wieży, po obu jej stronach, przylegają czterokondygnacyjne skrzydła przyziemia. Budynek liczy 32 kondygnacje naziemne i jedną podziemną. Wyposażony jest w dwa piony komunikacyjne z trzema windami w każdym. Pierwsze cztery kondygnacje zostały przeznaczone na biura, administrację, handel i usługi. Na parterze znajduje się rozległy westybul z otwartymi ciągami schodów i panoramiczną windą łączącą poziomy 1-4. Od strony ulic Timiriazjewa i Kalwaryjskiej w skrzydłach przyziemia zaprojektowano przestrzenie biurowe z samodzielnymi wejściami, o powierzchniach od 19 do 45 m² i po 4 wielofunkcyjne sale konferencyjne o powierzchniach od 125 do 270 m². Wysokość pierwszych czterech kondygnacji wynosi 3,6 m. Nas wejściami budynku przewidziano szklane zadaszenia.
Na poziomach od 5. do 30. znajdują się 1, 2, 3 lub 4-pokojowe mieszkania o powierzchniach od 61 do 180 m² i wysokości 3 m. Dwa najwyższe piętra zajmują cztery dwupoziomowe, trzy- i siedmiopokojowe „penthouse'y” z otwartymi tarasami na wysokości ponad 100 m. Pomieszczenia w mieszkaniach mają powierzchnię od 4 do 70 m². W sumie w budynku przewidziano 204 mieszkania. Na kondygnacji podziemnej znajduje się parking z 203 stanowiskami postojowymi. Wysokość budynku do dachu wynosi ponad 100 m, wysokość całkowita z iglicą − 133 lub 134 m.

## Rozwiązania techniczne
Budynek posadowiony jest na 295 wierconych palach fundamentowych i półtorametrowej monolitycznej płycie żelbetowej. Konstrukcję korpusu wieży stanowi żelbetowy szkielet monolityczny wypełniony ścianami z bloczków gazobetonowych. Elewacja w większej części została pokryta hartowanym szkłem, w mniejszej − wykonana w technologii fasady wentylowanej wykończonej płytkami ceramicznymi „Kieramogranit”. Okna wychodzące na oszklone loggie i balkony zostały wykonane z profili PVC z dwukomorowymi szybami zespolonymi. Mieszkania posiadają osobne liczniki i regulację energii elektrycznej i ogrzewania, wentylację mechaniczną i grawitacyjną, klimatyzację, telewizję cyfrową, internet i sieć telefoniczną. W każdym z dwóch pionów komunikacyjnych znajdują się po trzy szybkie windy OTIS, a w części administracyjnej − winda panoramiczna. Zasilanie budynku pochodzi z wolnostojącej podstacji transformatorowej, w celu zasilania rezerwowego przewidziany jest generator Diesla. Wieżowiec wyposażony jest w sygnalizację ochronno-pożarową z systemem monitoringu i kontroli dostępu oraz system przeciwpożarowy.

## Przebieg prac
Budowa trwała w latach 2008−2014. 21 listopada 2011 roku konstrukcja osiągnęła wysokość 100 m. W 2015 roku wieżowiec oddano do eksploatacji.